# Гурьевская волость (Херсонский уезд)
Гурьевская волость — административно-территориальная единица Херсонского уезда Херсонской губернии.
По состоянию на 1886 состояла из 9 поселений, 9 сельских общин. Население 12 558 человек (6220 мужского пола и 6338 женского), 2177 дворовых хозяйств.
|                        | Площадь, десятин | В том числе пахотной, дес. |
| ---------------------- | ---------------- | -------------------------- |
| Сельских общин         | 38 462           | 30 626                     |
| Казённой собственности | 3652             | 1727                       |
| Другой собственности   | 799              | 530                        |
| Всего                  | 42 913           | 32 883                     |

Самые большие поселения волости:
- Гурьевка (Горобцово) — село при реке Буг в 81 версте от уездного города, 1989 человек, 316 дворов, православная церковь, земская почтовая станция. В 4 верстах — почтовая станция.
- Баловное (Яцко) — село при реке Буг, 1598 человек, 316 дворов, церковь православная, земская почтовая станция, 3 лавки.
- Ингулка — село при реке Ингул, 1162 человека, 273 двора, церковь православная.
- Константиновка (Широкое) — село при реке Буг, 577 человек, 116 дворов.
- Матвеевка (Червоная) — село при реке Буг, 1521 человек, 253 двора, церковь православная.
- Новопетровское — село при реке Буг, 2495 человек, 423 двора, церковь православная, 5 лавок.
- Пересадовка (Домаха) — село при реке Ингул, 1802 человека, 310 дворов, церковь православная.
- Себене (Себино, Куций Еланец) — село при реке Куцый Еланец, 1278 человек, 260 дворов, церковь православная.